# Ford Expedition

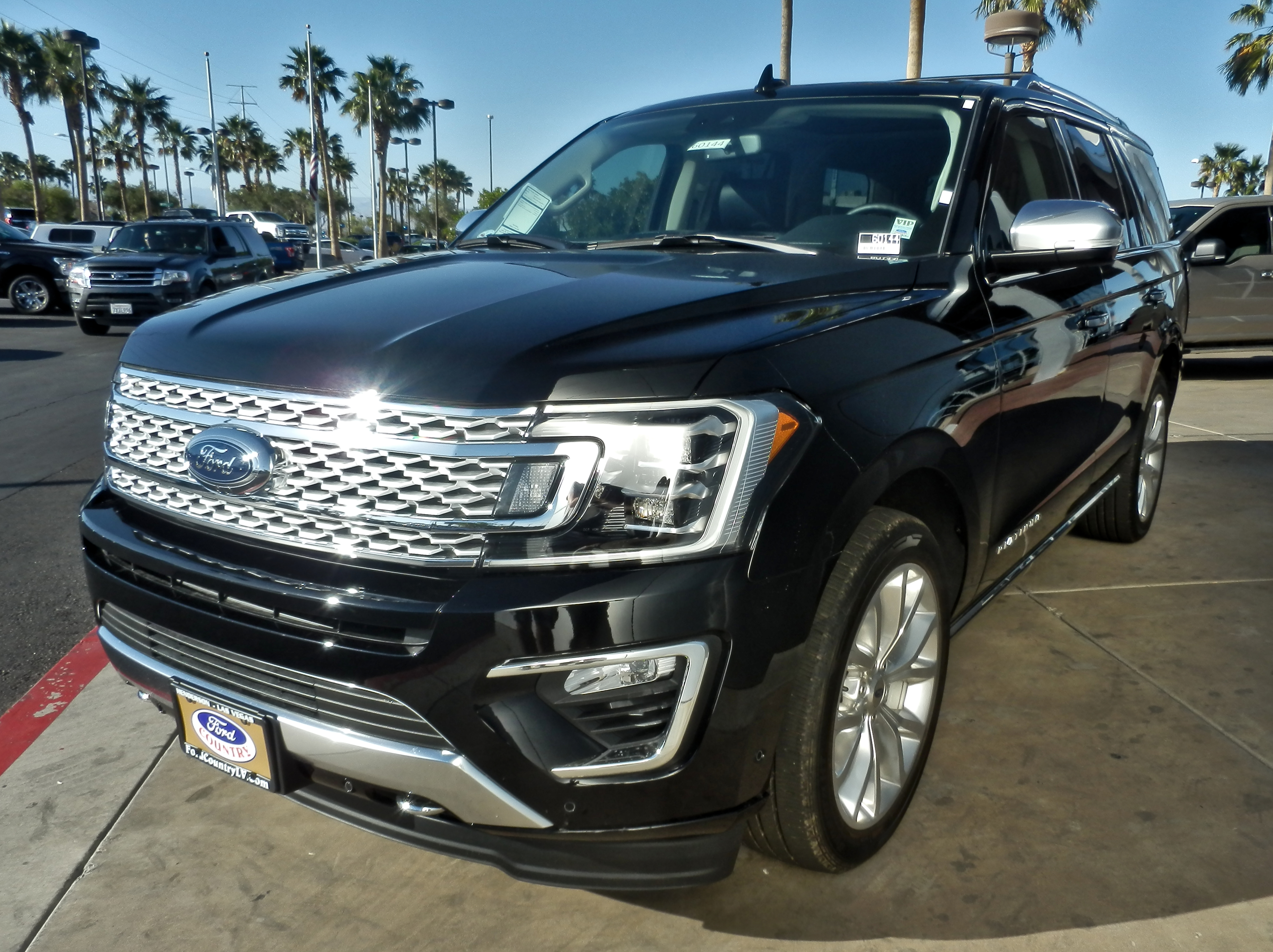

Le Ford Expedition est un gros SUV de la marque Ford lancé en 1997 sur le marché nord-américain en remplacement du Ford Bronco. Il est jumeau avec le Lincoln Navigator.

## Première génération (1997-2002)
Connu en interne chez Ford comme le UN93. Le tout nouveau VUS pleine grandeur a été introduit à la fin de 1996 comme modèle 1997, comme remplacement du deux portes Ford Bronco dans la gamme de véhicules Ford.
Bien qu'il ne s'agisse pas d'un véhicule haut de gamme, l'Expedition présente un bouclier avant dominant avec un entourage chromé pour le grillage et accompagné d'un pare-chocs chromé. Ses phares ronds et horizontaux sont plus modernes que ceux, carrés, de ses concurrents. En option, Ford propose des marchepieds allégés et des marchepieds latéraux qui diminuent la garde au sol, mais cela n'a pas d'importance pour ceux qui n'utilisent le véhicule que sur le bitume.
A l'intérieur, Ford a proposé l'Expedition avec une option pour une troisième rangée de sièges et un siège capitaine dans la deuxième rangée. Avec une sellerie en cuir en option et un système audio haut de gamme, c'était déjà un choix approprié pour les clients du segment haut de gamme.
Ford a proposé l'Expedition avec un moteur V8 de 4,6 litres de série et une boîte de vitesses automatique à 4 rapports. Le différentiel central verrouillable et la boîte de vitesses à bas régime étaient également montés de série. Un V8 de 5,4 litres était disponible moyennant un supplément de prix.

### Moteurs
| Années    | Type/modèle                                         | Puissance |
| --------- | --------------------------------------------------- | --------- |
| 1997–1998 | 4.6 Litres (281 ch) SOHC 16-valve Triton V8 essence | 215 hp    |
| 1997–1998 | 5.4 Litres (330 ch) SOHC 16-valve Triton V8 essence | 230 hp    |
| 1999–2002 | 4.6 Litres (281 ch) SOHC 16-valve Triton V8 essence | 230 hp    |
| 1999–2002 | 5.4 Litres (330 ch) SOHC 16-valve Triton V8 essence | 260 hp    |

## Deuxième génération (2003-2006)
La deuxième génération de Ford Expedition repensé a été développée dans le cadre du programme nom de code U222. La nouvelle Expédition a été introduite en 2002 pour l'année-modèle 2003. La qualité de ce dernier a grandement été améliorée par rapport à la génération précédente. L'habitable est mieux ficelé pour éliminer le plus de bruits extérieurs possibles et la qualité de finition a grimpé en flèche.
La deuxième génération de l'Expedition offrait la même capacité de sept places que son prédécesseur et a fait l'objet de pas moins de six rappels de la part de la NHTSA.
Ford a dû faire face à quatre rappels imposés par la NHTSA (National Highway Traffic and Safety Administration) pour la première génération de l'Expedition. La seconde en a reçu six. L'Expedition n'en reste pas moins une voiture qui vaut son pesant d'or puisqu'elle peut transporter sept personnes et remorquer jusqu'à 4037 kg.
Le nouveau look se caractérise par une calandre en maille à motif rectangulaire, avec l'emblème bleu-ovale au centre. Son style s'inspire de celui du pick-up F150, avec des phares et des panneaux avant similaires. Pour faciliter l'accès des passagers à l'intérieur, Ford proposait en option des marchepieds latéraux. L'Expedition disposait d'un grand hayon à l'arrière, et les montants D noircis donnaient l'impression que le coffre était doté de vitres enveloppantes.
Bien qu'il soit le frère plus luxueux du Lincoln Navigator, l'Expedition dispose d'un intérieur moins exclusif, avec des sièges en tissu pour la version de base. Ford a proposé des niveaux de finition supérieurs avec des sièges en bois et en cuir en option. L'une des principales caractéristiques de l'Expedition était sa polyvalence intérieure, qui lui permettait de se transformer en monospace ou en espace de couchage.
Mais le principal problème de l'Expedition était sa consommation de carburant, qui se situait le plus souvent dans la zone à un chiffre. Les assoiffés V8 proposés étaient associés à une transmission automatique à 4 rapports.

### Moteurs
| Années    | Type/modèles                                        | Puissance |
| --------- | --------------------------------------------------- | --------- |
| 2003–2004 | 4.6-litres (281 ch) SOHC 16-valve Triton V8 essence | 232 hp    |
| 2003-2004 | 5.4-litres (330 ch) SOHC 16-valve Triton V8 essence | 260 hp    |
| 2005–2006 | 5.4-liter (330 ch) SOHC 24-valve Triton V8 essence  | 300 hp    |

## Troisième génération (2007-2018)
L'année modèle 2007 a vu l'introduction d'une nouvelle expédition de troisième génération, développé dans le cadre du programme U324 nom de code, qui était une version lourdement mise à jour de la seconde expédition de nouvelle génération. La plupart des améliorations apportées à la nouvelle expédition étaient de nature mécanique, bien que le SUV a également reçu une tôle de rafraîchissement intérieur redessiné avec des matériaux améliorés et a été ajusté à la finition. Un nouvel empattement long Expedition EL / Max a été développé dans le cadre du programme U354 et a été présenté en remplacement du Ford Excursion. Pour réduire encore plus l'intrusion du bruit extérieur pour plus silence, un confort de conduite plus isolé, un système nouveau, nommé SoundScreen, en vitre laminée pour une meilleure isolation acoustique et solaire, a été ajoutée. Une sous vitre latérale feuilletée épaisse a été également rajoutée.
L'Expédition passe d'une version modifiée de la demi-ton plate-forme de P2 à partir du F-150, désignée la plate-forme T1. Cette nouvelle plate-forme fournit 10 pour cent de la rigidité en torsion de la génération précédente, et intègre le système de suspension à grand débattement indépendante aux quatre roues (introduite sur la deuxième génération) avec un cinq-link suspension arrière redessinée et de nouveaux bras inférieurs. Comme pour les années modèles précédents, le système de suspension pourrait être fait avec Adaptive pneumatiques ressorts suspension pneumatique.

### Expedition Max

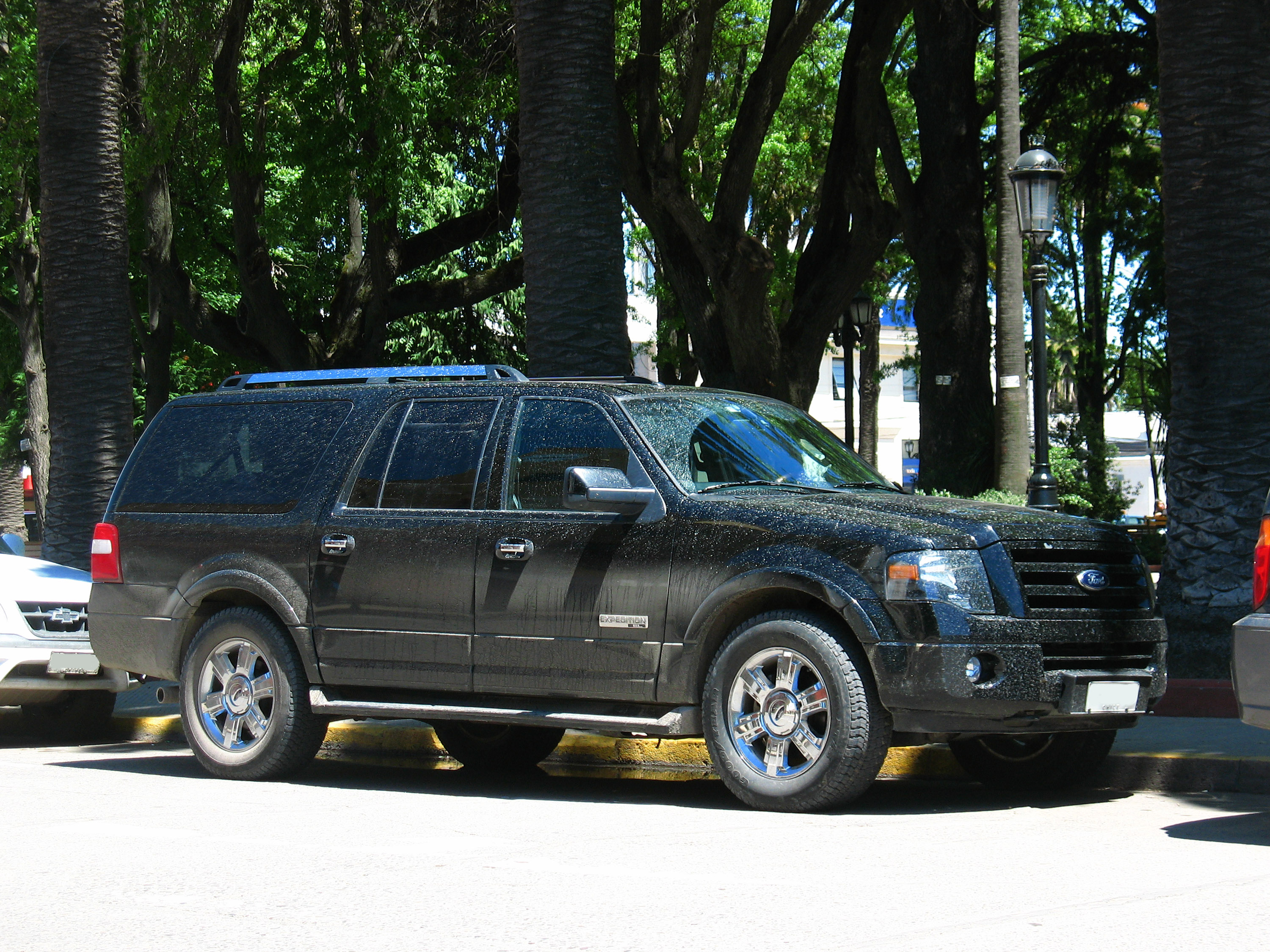
Ford Expedition Max

### Moteurs
| Années       | Type/modèles                                                        | Puissance |
| ------------ | ------------------------------------------------------------------- | --------- |
| 2007–2008    | 5.4 Litres (331 ch) SOHC 24-valve VVT Triton V8 essence             | 300 hp    |
| 2009–présent | 5.4 Litres (331 ch) SOHC 24-valve VVT Triton V8 essence/E85 ethanol | 310 hp    |

### Galerie photo

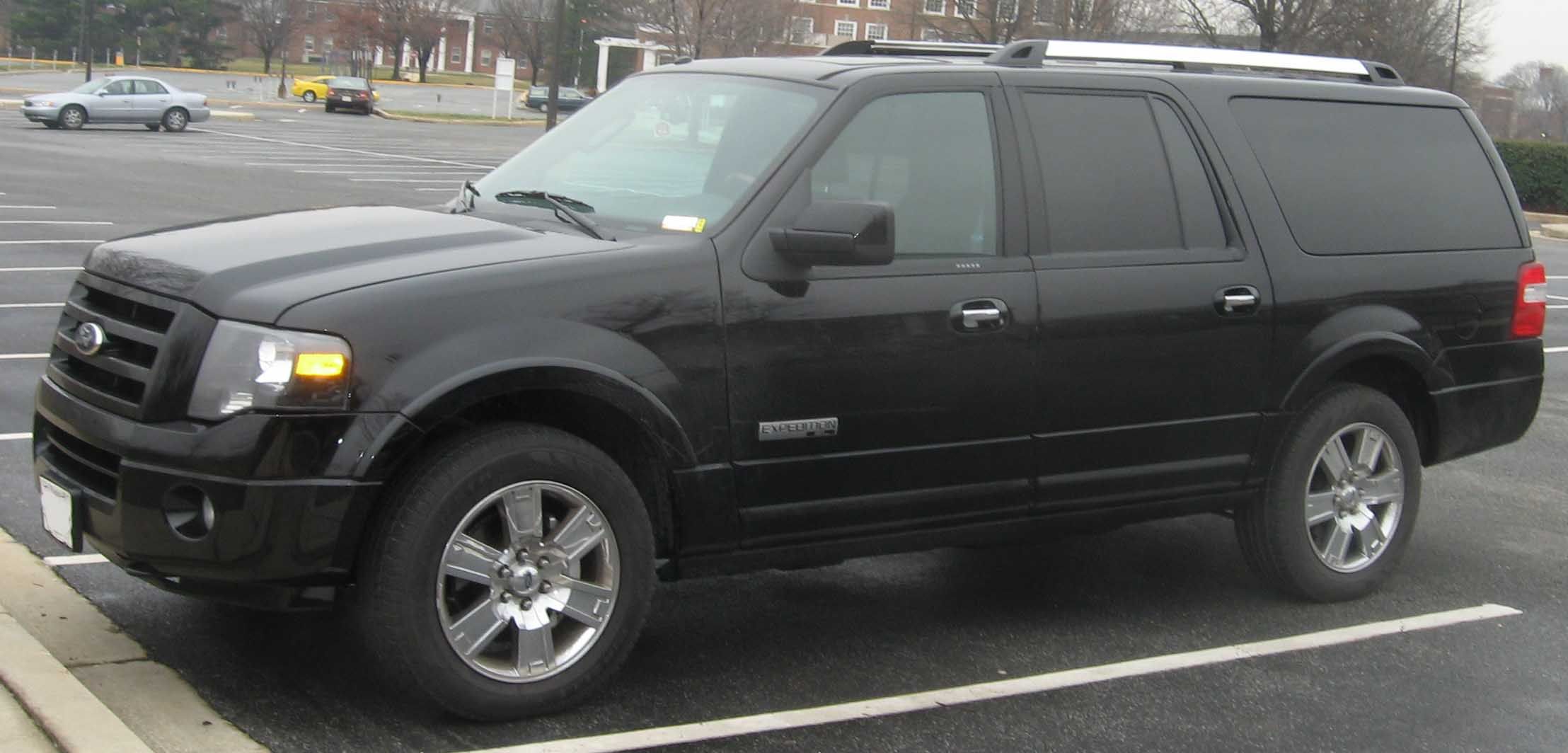
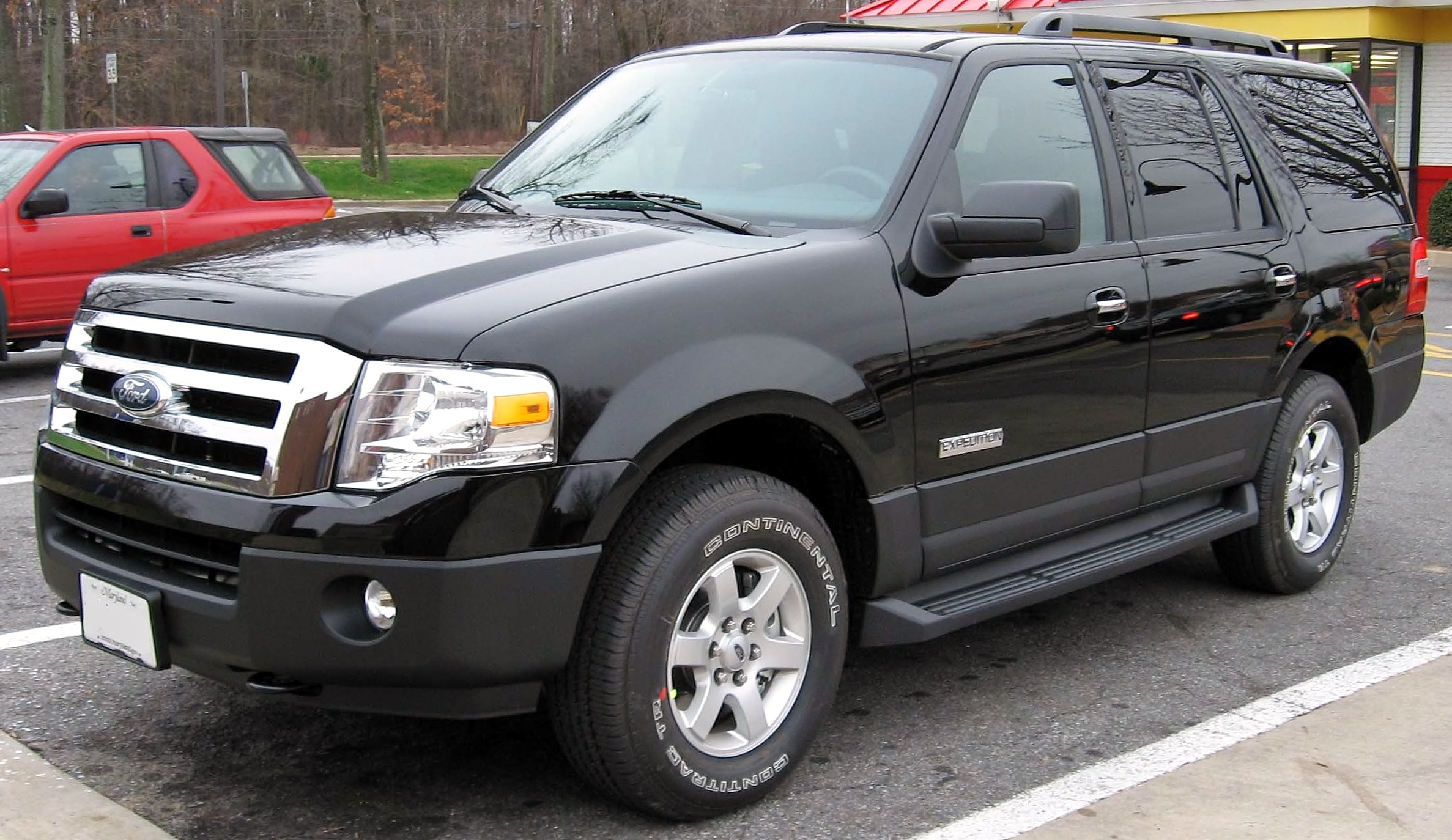
Modèle 2007
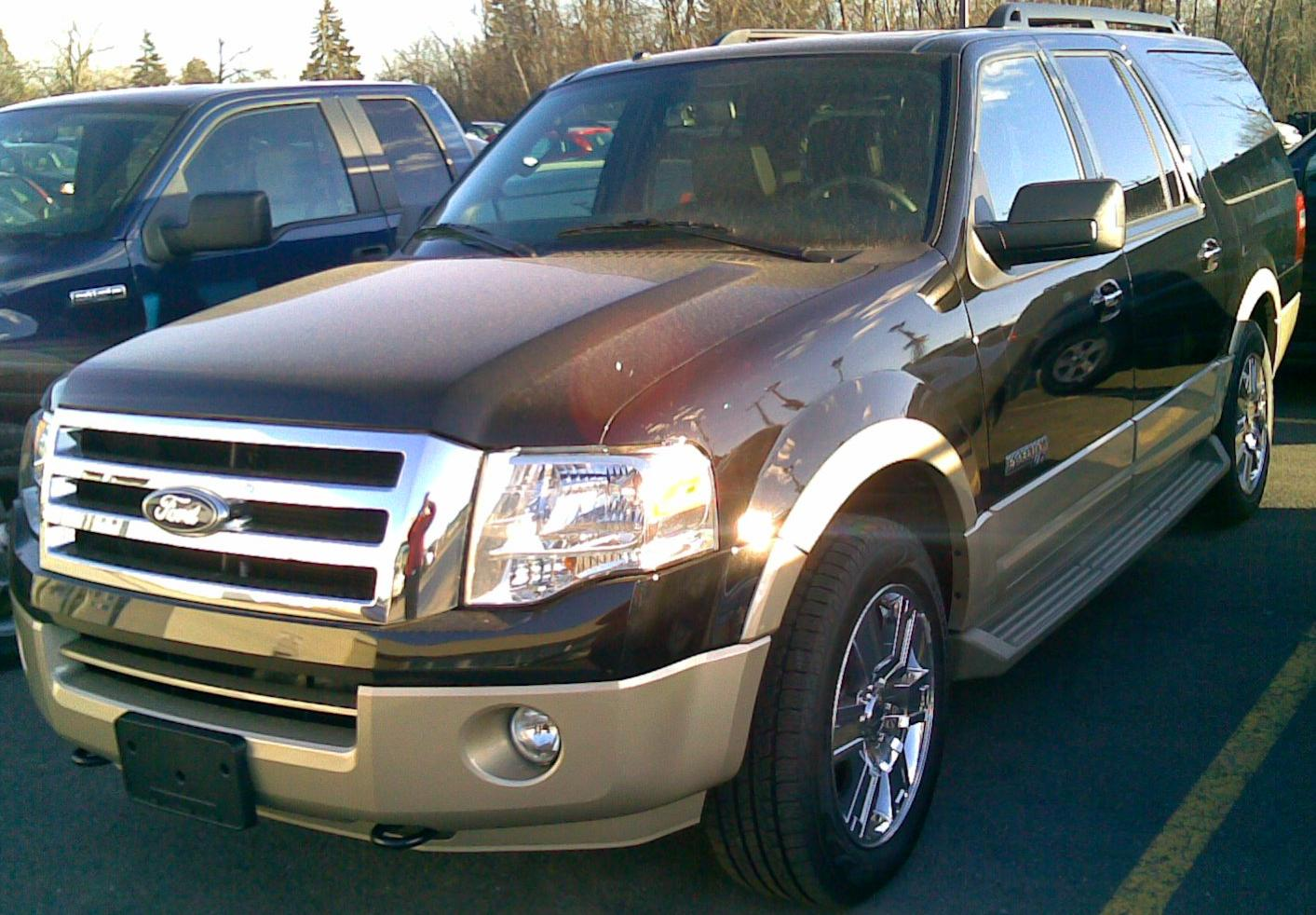
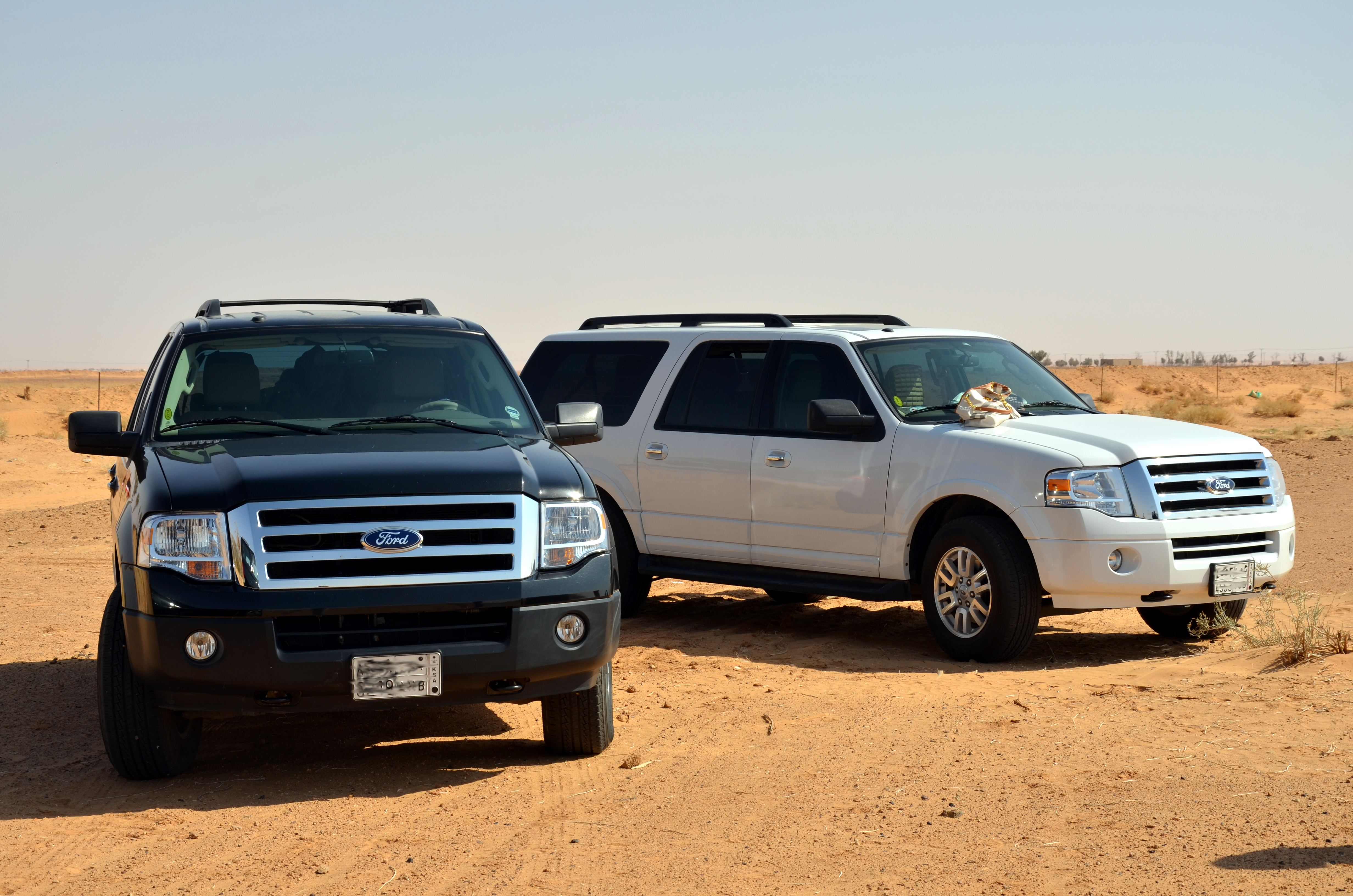

## Quatrième génération (2018-)
Avant la sortie officielle au Chicago Auto Show, Ford a dévoilé la quatrième génération de l'Expedition au Ford Center au Texas. Il s'agit d'un véhicule entièrement nouveau.
Basé sur le même châssis que le Ford F150 et le luxueux Lincoln Navigator, l'Expedition est sans pitié pour ses concurrents. Il apportait de nouvelles idées et de nouvelles solutions techniques pour résoudre le problème le plus critique d'un grand SUV : le poids.
En concevant la plupart des panneaux de carrosserie en aluminium et en utilisant de l'acier à haute résistance pour le châssis en échelle, l'Expedition a réussi à perdre du poids. La conception intelligente de la zone avant a amélioré l'aérodynamisme. Grâce à ces mesures, le constructeur automobile américain a tenté d'améliorer la consommation de carburant, un domaine dans lequel les grands SUV ont du mal à s'imposer. Et ce n'était pas une question de coût, mais de pollution. Toutes ces solutions ont contribué à une perte de poids de 300 livres (150 kg).
Disponible en configuration à deux empattements, l'Expedition pouvait transporter jusqu'à neuf personnes à bord. Le grand combiné d'instruments était disponible avec un mélange d'affichage analogique et numérique ou avec un affichage entièrement numérique. L'écran tactile d'infodivertissement intégré était installé sur la console centrale et offrait une connectivité avec Apple CarPlay et Android Auto. Sur la console centrale, un bouton rotatif commande la boîte de vitesses.
Sous le capot, l'Expedition est équipé d'un V6 turbocompressé de 3,5 litres en deux configurations de puissance. Les deux étaient couplés de série à une boîte automatique à 10 rapports, et les deux étaient disponibles avec une boîte de vitesses à quatre rapports.

### Phase 2
Ford a rafraîchi la quatrième génération de la gamme Expedition en 2021 pour le modèle 2022, en ajoutant quelques changements ici et là, tout en supprimant d'autres caractéristiques.
Le constructeur automobile a construit l'Expedition en gardant à l'esprit les besoins des familles depuis la première génération, qui est apparue sur le marché en 1996. En 2018, lorsqu'il a lancé la quatrième suite du SUV de grande taille, la voiture était plus ou moins une luxobarge coûteuse construite pour tracter des camping-cars, des bateaux et d'autres remorques pour les activités familiales.
Pour le modèle 2022, le constructeur a pris note des préférences de ses clients et a apporté quelques modifications. À l'extérieur, les principaux changements concernent la peinture : les couleurs bleu et or ont été supprimées et remplacées par le bleu antimatière et le brun kodiak. En outre, étant donné que l'Expedition devait répondre à diverses exigences, du tout-terrain au transport de remorques en passant par les voyages en famille, Ford a fourni au véhicule un large choix de jantes dont les dimensions varient entre 17 et 22 pouces.
Ford a également essayé de mieux répondre aux demandes de ses clients en proposant l'Expedition 2022 en 13 groupes d'équipement. Malgré une demande croissante de confort, le constructeur a supprimé le miroir de conversation de la console de pavillon. En matière de sécurité, le constructeur a travaillé sur le Ford Co-pilot360 Assist et l'a proposé de série sur la version Limited. En outre, un écran tactile capacitif LCD de 8 pouces avec fonction swipe, Android Auto et Apple CarPlay a été inclus dans le pack STX.
Les principales différences au niveau du groupe motopropulseur concernent le différentiel électronique à glissement limité (eLSD), qui a été retiré du kit de remorquage Heavy-Duty et introduit en tant qu'option sur le reste de la gamme.